# Rånåsfoss
Rånåsfoss är en ort i Nes kommun i Akershus fylke i sydöstra Norge. Orten ligger där fylkesväg 1481 möter fylkesväg 1482, på östra sidan av älven Glomma. Den utgör en del av tätorten Aulifeltet.
Tidigare har orten tillhört dåvarande Sørums kommun.